# Рон Визли
Роналд Билијус „Рон“ Визли (енгл. Ronald Bilius "Ron" Weasley) је измишљени лик из серије романа о чаробњаку Харију Потеру. Рон, који је најбољи друг главног лика поменутог серијала, потиче из чистокрвне, али сиромашне чаробњачке породице. Поред њега, његови отац и мајка, Артур и Моли Визли, имају још шесторо деце, и то Била, Чарлија, Персија, Фреда, Џорџа и Џини. Кућа у којој станују његова породица и он назива се „Јазбина“ (енгл. The Burrow). Члан је хогвортске куће Грифиндор. У филмовима, тумачи га Руперт Гринт.

## Појављивања

### Хари Потер и Камен мудрости
Роулинг по први пут представља Рона заједно са његовом породицом у књизи Хари Потер и Камен мудрости. Хари је изгубљен на станици Кингс Крос, а Визлијеви му показују како да дође до платформе девет и три четвртине. Хари и Рон постају пријатељи током њиховог путовања Хогвортс Експресом. Рон је фасциниран Харијевом славом. У возу такође упознају и Хермиону Грејнџер, која им је у почетку врло антипатична и иритантна, али постају пријатељи када се све троје заједно спасу од трола. Рон и Хари похађају исте часове током школовања, и наилазе на иста разочарења. Рон игра важну улогу у проналажењу Камена мудрости. Захваљујући његовом знању шаха, Хари, Хермиона и он успевају да прођу ка Камену кроз замишљену шаховску таблу. Рон пристаје да жртвује своју фигуру како би Хари и Хермиона могли да прођу даље. На завршној гозби, директор Албус Дамблдор додељује Рону, то јест грифиндорској кући, педесет поена, за „најбољу партију шаха коју је Хогвортс икада видео“. Захваљујући његовим, Хермиониним, Харијевим и Невиловим поенима, Грифиндор осваја Куп кућа, онемогућивши Слитерину да освоји осми куп заредом.

### Хари Потер и Дворана тајни
Током лета, Рон и његова браћа Фред и Џорџ спашавају Харија од заробљеништва код његових тетке и тече, и долазе по њега зачараним фордом англијом. Хари проводи распуст код Визлијевих. Међутим, на станици Кингс Крос, Рон и Хари не успевају да прођу кроз платформу. Њих двојица одлазе на Хогвортс зачараним фордом. План тече добро до самог краја, када се њих двојица сударају о Млатарајућу врбу. Хари и Рон преживљавају судар, али се кола сама одвозе у Забрањену шуму. Због узимања кола, Рон добија од своје мајке Дрекавца.
Касније, Рон и Хари пију вишесоковни напитак и трансформишу се у Креба и Гојла, блиске пријатеље Драка Мелфоја, како би га испитивали о Дворани тајни. Током потраге за слидериновим наследником, Рон открива да први траг ка откривању идентитета Тома Марвола Ридла, када је видео његове иницијале „Т. М. Ридл“ на трофеју који је овај добио за „специјалне услуге школи“. Касније, Рон се суочава са својим највећим страхом - пауцима, у Забрањеној шуми, где су он и Хари дошли на основу Хагридове дојаве. Џиновски пауци их замало не поједу, али их је спасио форд англија који се ту појавио. Рон и Хари откривају улаз у Дворану тајни, у нади да ће спасити Џини Визли, Ронову сестру, која је киднапована и заробљена у Дворани. Током несреће изазване Роновим поломљеним штапићем, Рон и Хари су раздвојени на различитим странама Дворане. Хари спашава Џини, а Рон и Хари за ово добијају Специјалну награду за услуге школи.

### Хари Потер и Реликвије смрти
Рон пристаје да прескочи седму годину на Хогвортсу и придружи се Харију у потрази за хоркруксима. Рон оставља породичног акрепа у својој соби, прерушеног у њега, како би изгледало да Рон болује од флекавитиса. Тако Министарство није посумњало у то зашто Рон није на Хогворсту. Рон се трансформише у Реџиналда Кетермола док трио покушава да узме Слидеринов медаљон, хоркрукс који је у власништву Долорес Амбриџ.
Хари одлучује да свако неко носи хоркрукс све време, плашећи да би могао да га изгуби. Ношење хоркрукса има много лошији утицај на Рона него што има на Харија и Хермајони. Разочаран због слабог развоја ситуације, он напушта Харија и Хермајони. Али, када њих двоје једном случајно помену његово име, он успева да их пронађе поново. Рон им се извињава и објашњава да је одмах намеравао да се врати, али да су га ухватили Трагачи, који покушавају да улове чаробњаке нормалског порекла који су у бекству. Рон се драматично враћа, спашавајући Харија који се замало удавио покушавајући да извади мач Годрика Грифиндора из леденог базена. Рон уништава медаљон. Ипак, делић Волдеморове душе у медаљону покушава да обесхрабри Рона, говорећи му да је „најмање вољен од стране мајке која је увек желела кћерку“ као и да је Хермајони заправо заљубљена у Харија, јер је Рон „ништа у поређењу с Изабраним“. Након што је уништио хоркрукс, Хари му говори да је Хермајони за њега као сестра и да она исто осећа за њега. Али, Хермајони, љута због Роновог одласка, у почетку се према њему односи веома хладно и одбија да прихвати његова многобројна извињења.
Трио заробљавају Трачачи, и Белатрикс Лестрејнџ мучи Хермајони болном клетвом, како би из ње извукла информације. Рон се страшно брине за Хермајони, и Хари једва успева да га смири. Они успевају да побегну, и одлазе на Хогворст у нади да ће наћи последњи хоркрукс, иако не знају шта је то. Изгубили су Грифиндоров мач, тако да Рону пада на памет идеја да униште Хафлпафину шољу зубом базилиска. Он успева да проговори немуштим језиком како би отворио Дворану, а Хермајони уништава шољице. Такође, он изражава забринутост за хогвортске куће вилењаке. Након што је чула то, Хермајони испушта све што је држала тада у рукама и љуби га. Након тог пољупца, Рон изгледа као да га је погодила Блаџерка. Он се такође придружује бици, након што у њој погине његов брат Фред. Заједно са Невилом Лонгботомом, поразио је Фенрира Сурог.

### Епилог
Деветнаест година након Волдеморовог коначног пада, Рон је ожењен Хермајони Грејнџер, и они имају двоје деце - Роуз, која тада креће у први разред на Хогвортсу и две године млађег сина Хјуга. Рон такође полаже и нормалски возачки испит, мада Хермајони сумња да је он заправо употребио збуњујућу чин на испитивачу. Рон открива Харију да је он заиста употребио ту чин.
Он и Хари раде у Министарству магије као Аурори. Пре него што је постао Аурор, Рон је радио са својим братом Џорџом у радњи Визлијевске чаробњачке лудорије.